# Империя Цин
Импе́рия Цин (маньчж. ᡩᠠᡳᠴᡳᠩ
ᡤᡠᡵᡠᠨ Дай Цинь Гурунь, кит. трад. 大清國, упр. 大清国, палл. Да Цин го) или Вели́кая Держа́ва Цинь (Китай Царский, Богды-Ханский) — одно из исторических названий и один из этапов истории Китая, последнее государство, включавшее весь исторический Китай (то есть Маньчжурию), существовавшее с 1644 по 1912 год с краткой реставрацией в 1917 году (последняя продлилась всего 11 дней). Была основана и управлялась маньчжурской династией Цин.
Империи Цин на тех же землях предшествовала Империя Мин, а сменила её Китайская республика.
Мультикультурная Империя Цин просуществовала в течение почти трёх столетий, сформировав территориальную базу для современного Китайского государства
Империя была основана чжурчжэньским кланом Айсинь Гьоро из Маньчжурии. В конце XVI века вассал империи Мин Айсинь Гьоро Нурхаци начал объединять чжурчжэньские кланы в так называемую «Восьмизнамённую армию». Нурхаци сформировал из них не только военную силу, но и социальную общность, которая стала известна как маньчжуры. В 1616 году Нурхаци провозгласил воссоздание чжурчжэньского государства Цзинь (в истории стало известно как «Поздняя Цзинь»), а себя объявил его ханом.
К 1636 году его сын Айсиньгьоро Абахай начал вытеснять китайские силы (в поздних переизданиях первоисточников называемых минскими) из Ляонина и провозгласил новую империю Цин. В 1644 году крестьянская повстанческая армия, возглавляемая Ли Цзычэном, захватила столицу империи Мин Пекин. Китайский генерал У Саньгуй вступил в сговор с маньчжурами и открыл Шаньхайгуаньский проход восьмизнамённой армии под командованием принца Доргоня, который нанёс повстанцам поражение и выбил их из Пекина. Маньчжурское завоевание Китая продолжалось до 1683 года и закончилось только во времена императора Канси (правил в 1661—1722). Десять великих походов императора Цяньлуна, которые он организовал в 1750—1790-е, расширили зону влияния Китая в Центральной Азии. Хотя ранние правители империи Цин продолжали придерживаться маньчжурского образа жизни и, нося официальный титул императора, продолжали оставаться одновременно ханами монголов и оказывать покровительство буддизму в Тибете, они правили страной, используя конфуцианский подход и бюрократический аппарат, традиционный для Китая. Они сохранили и использовали традиционную систему экзаменов, чтобы включать китайцев-хань в государственный аппарат, и прониклись идеалами вассальных отношений с близлежащими странами, привычных со времён прежней империи. В таких регионах, как Тайвань, внешняя политика цинских владык была похожа на колониальную.
Правление императора Цяньлуна (1735—1796) стало апогеем имперского могущества, с которого начался закат Цин. Население империи выросло примерно до 400 миллионов человек, но налоги и сборы оставались низкими, что заложило основу для будущих проблем и кризиса. Коррупция была повсеместной, а повстанцы бросали вызов правительству, в то время как правящая элита не желала менять свои взгляды перед лицом изменений, которые происходили в мире. Победив империю Цин в первой из опиумных войн, европейские державы заключили с ней неравноправные договоры, введя свободную торговлю, экстерриториальность и свободные порты, находившиеся под иностранным контролем. Восстание тайпинов (1850—1864) и Дунганское восстание в Центральной Азии стоили жизни больше 20 миллионам человек. Все эти бедствия привели к консолидации элит общества и попыткам экстренных реформ. Однако их первые результаты были уничтожены поражением империи Цин в Первой японо-китайской войне. Разгром 1895 года привёл к потере империей контроля над Тайванем и влияния в Корее. Последовала военная реорганизация, но амбициозные Сто дней реформ 1898 года провалились из-за противостояния им императрицы Цыси. Затем, противодействуя так называемому Боксёрскому восстанию, восемь иностранных держав вторглись в Маньчжурию и Китай. Восстание против иностранного вмешательства в дела империи, носившее характер китайского национально-освободительного движения, было противоречиво воспринято правящим классом (по-прежнему преимущественно маньчжурским). Императрица Цыси первоначально встала на сторону повстанцев, а затем, убедившись в их неспособности одержать победу, перешла на сторону интервентов.
Дав согласие подписать Заключительный протокол, правительство затем инициировало беспрецедентные налоговые и административные реформы в стране, включавшие выборы, новый свод законов и отмену системы государственных экзаменов. Сунь Ятсен и другие революционеры соревновались с такими реформаторами, как Лян Цичао и монархистами вроде Кан Ювэя в своих попытках трансформировать Цинскую монархию в современное государство. После смерти императора Гуансюя и императрицы Цыси в 1908 бескомпромиссный маньчжурский суд остановил реформы. 11 октября 1911 начались волнения, которые переросли в Синьхайскую революцию. Пу И, последний император, отрёкся от престола 12 февраля 1912 года.

## Название
Нурхаци называл себя «Сияющий Хан» и «Поздний Цзинь» (в прямом смысле «золото»). Это слово использовалось в названии империи Цзинь и его собственного клана Айсиньгьоро (Айсин по-маньчжурски означает «золото»). Его сын Айсиньгиоро Абахай переименовал государство в Великая Цин в 1636 году. Существуют альтернативные объяснения значения слова Цин («чистый»). Имя могло быть выбрано как отсылка и контрмера к названию предыдущего государства Мин, в котором для ханьцев были очевидны значения «солнце» (日) и «луна» (月), которые в китайском зодиаке относились к огненному началу. При этом «Цин» относилось к воде. Такое прочтение позволяло изобразить конфликт между Мин и Цин как борьбу огня и воды (вплоть до того, что победа Цин это вода, потушившая огонь) и дополнительно имело буддийские коннотации. Маньчжурское же daicing возможно происходило от монгольского слова «воин». Daicing gurun, в свою очередь, могло также означать «государство воинов» для монголов и маньчжуров. Однако в более поздние времена даже сами маньчжуры забыли о таком возможном значении.
Завоевав Внутренний Китай, маньчжуры назвали своё государство как Цин, так и Китаем (中國, Zhōngguó; «Среднее Царство»), по-маньчжурски именуя его Dulimbai Gurun (Dulimbai означает «центральный» или «средний», gurun — «нация» или «государство»). В официальных документах страну именовали и «Китаем» и «Цин», в том числе в международных договорах, так как Китай был известен в мире именно как Цин или как «Китайская Империя»), а «китайский язык» (Dulimbai gurun i bithe) включал как собственно китайский, так и маньчжурский и монгольский, в то время, как под «китайцами» (中國之人 Zhōngguó zhī rén; маньчжурский: Dulimbai gurun i niyalma) понимались все подданные империи. В китайской версии этих договоров слова «Цин» и «Китай» использовались как взаимозаменяемые.

## История

### Возникновение маньчжурского государства
Империя Цин была основана не китайцами-хань, составлявшими большую часть населения Китая, но оседлыми земледельцами, известными как чжурчжэни, тунгусским народом, изначально проживавшим на территории современных китайских провинций Гирин и Хэйлунцзян. Маньчжуров иногда неправильно называют кочевниками, которыми они, однако, не были. Маньчжурское государство было основано Нурхаци, главой чжурчжэньского клана Айсин Гёро в середине XVII века. Будучи сначала вассалом империи Мин, Нурхаци в ходе межплеменных столкновений смог объединить чжурчжэней и их соседей. К 1616 он провозгласил себя ханом и основал империю.
Через два года Нурхаци огласил манифест под названием «Семь больших обид» и открыто противопоставил себя империи Мин, надеясь покорить те маньчжурские племена, которые всё ещё оставались её вассалами. После серии военных успехов он перенёс свою столицу из Хэту-Ала поочерёдно в отвоёванные у правительства Китая города на Ляодунском полуострове: сначала в 1621 году в Ляоян, а затем в 1625 в Шэньян (Мукден).
Переведя свой двор на полуостров, Нурхаци получил доступ к большим ресурсам; это также позволило ему поддерживать постоянный контакт с союзными монголами на равнинах Монголии. Однажды объединённые, монгольские племена уже долгое время снова были разъединены на противоборствующие группировки и представляли постоянную угрозу для китайских границ. Политикой Нурхаци в отношениях с ними было умиротворение и дружелюбие, но главное — стремление вместе бороться с общим врагом, то есть с империей Мин.
Хорчинские монголы оказались полезным союзником для чжурчжэней, особенно это проявилось в эффективности их кавалерии. Нурхаци стремился скрепить альянс через перекрёстные браки между элитами чжурчжэней и монголов, причём не останавливался перед применением военной силы против кланов, которые возражали против этого. Такая политика Цинской империи по отношению к монголам продолжилась и впредь и большую часть времени те помогали империи как союзники.
Другим важным деянием Нурхаци стало создание маньчжурской письменности на базе монгольской, так как ранее существовавшая чжурчжэньская уже к тому времени была забыта. Также он начал формирование военной и гражданской администрации, которая затем превратилась в сословие знаменосцев, ключевой элемент маньчжурской идентичности, позволивший объединить и удерживать едиными ранее разрозненные племена, теперь составившие новую нацию.
Этнических маньчжуров было явно недостаточно для завоевания Китая, поэтому они рекрутировали в ряды Восьми Знамён монголов и, что более важно, китайцев-хань. Лояльные ханьцы из-за своего большого числа были объединены маньчжурами в «Jiu Han jun» (Старую Ханьскую армию). Она состояла из перебежчиков и захваченных в плен китайцев, пожелавших присоединиться к знаменосцам. Минская артиллерия несла ответственность за многие военные успехи противника, поэтому в 1641 году маньчжуры организовали артиллерийский корпус, состоящий из ханьцев, а уже в 1642 году количество ханьцев в войске возросло настолько, что для них пришлось создать армию под названием Восемь Ханьских Знамён. Именно укомплектованные ханьцами армии помогли империи Цин выбить войска Мин из Южного Китая.
Ханьские перебежчики сыграли большую роль в успехе маньчжурского завоевания Поднебесной. Генералы обычно получали в жёны женщин из клана Айсин Гёро, простые солдаты — обычных маньчжурок. Чжурчжэньские женщины выходили замуж за ханьцев-перебежчиков в Ляояне. Принцессы из маньчжурской аристократии также становились жёнами крупных чиновников и царедворцев-хань, пожелавших служить новой империи.
Беспрерывная серия военных побед Нурхаци подошла к концу в январе 1626, когда его армия потерпела поражение от Юань Чунхуаня, когда он держал осаду перед одним из сражений. Хан скончался несколько месяцев спустя. Ему наследовал восьмой сын, Айсиньгиоро Абахай, который утвердился на престоле после краткой борьбы с другими претендентами на лидерство.
Хотя новый хан был достаточно опытен и уже руководил двумя из Знамён Восьмизнамённой армии на момент смерти отца, его правление началось не очень успешно. В 1627 чжурчжэни потерпели второе поражение и снова от того же самого минского полководца. Не последнюю роль в неудаче сыграли и новые португальские пушки, которыми теперь обзавёлся противник.
Чтобы переломить ситуацию, Айсиньгиоро Абахай создал свою собственную артиллерию — ujen chooha. Она была укомплектована ханьцами, которые изготовили пушки по европейским образцам, пользуясь помощью китайских металлургов-перебежчиков. В 1635 монгольские союзники маньчжуров были включены в отдельное Знамя под непосредственным маньчжурским командованием. А уже в следующем году хан снова вторгся в Корею.
В результате этой войны Чосонская Корея была вынуждена отдать нескольких своих принцесс маньчжурскому наследнику престола, принцу Доргоню. В 1650 Доргонь взял одну из них, И-Шун (I-shun , 義/願) в жёны.
За этими событиями последовало формирование первых двух Ханьских Знамён в 1637 (в 1642 их число было увеличено до восьми). Данные меры позволили Абахаю в 1640—1642 победить империю Мин в нескольких битвах, которые велись за территорию Суншаня и Цзиньчжоу. Результатом этой победы стала капитуляция многих наиболее боеспособных частей, сохранявших ранее верность империи Мин, смерть Юаня Чунхуаня, казнённого последним императором Мин Чунчжэнем (который думал, что тот его предал), и полное, окончательное отступление остатков минских войск за пределы Великой стены.
Тем временем Айсиньгиоро Абахай создал рудиментарную бюрократическую систему на основе существовавшей при предыдущей поверженной империи. В 1631 он организовал шесть исполнительных министерств, отвечавших за финансы, кадры, обряды, войско, наказания и общественные работы. Однако у этих органов было очень мало реальной власти и они начали играть существенную роль в жизни страны только примерно через десять лет, когда закончилось её завоевание.
Установленная императором бюрократическая система включала многих сдавшихся победителям ханьцев, в том числе крупных минских чиновников. Маньчжурское владычество поддерживалось при помощи этнических квот на занятие ключевых должностей. Правление Абахая произвело переворот в отношении властей к ханьцам. Нурхаци относился к китайцам покорённых им областей по-разному в зависимости от того, сколько зерна у них было. Те, кто владел 5-7 син зерна, рассматривались как движимое имущество, те, у кого было больше, награждались собственностью. После антиманьчжурского выступления в Ляояне в 1623 году Нурхаци перестал доверять ханьцам, ввёл против них дискриминационные законы и организовал репрессии, однако те ханьцы, что смешались с чжурчжэнями до 1619 года, должны были по его указаниям рассматриваться как равные им. Абахай же полностью инкорпорировал ханьцев в новую нацию, обязав их военной службой. К 1648 менее шестой части знаменосцев были маньчжурами по происхождению. Эта новая политика не только увеличила власть императора и снизила его зависимость от маньчжуров, но и произвела благоприятное впечатление на ханьцев, заставляя их более охотно отказывать в лояльности последним силам Мин и признавать чжурчжэньское господство. Абахай предпринял и иные меры по централизации своей державы, стремясь не допустить центробежных тенденций после смерти императора.
Айсиньгиоро Абахай понимал, что минские перебежчики необходимы для успешного завоевания Китая и объяснял другим маньчжурам, почему им следует относиться к генералу-перебежчику Хун Чэнчжоу снисходительно.
Одним из важнейших событий его правления стало официальное использование слова «маньчжуры» («Manchu») для объединённых чжурчжэней с ноября 1635. В следующем году он стал пользоваться императорской печатью империи Юань и после поражения последнего монгольского кагана переименовал своё государство из «Великой Цзинь» в «Великую Цин», а свой титул из хана в императора, таким образом, заявив об имперских амбициях владеть территориями за пределами маньчжурских земель.

### ПолучениеНебесного мандата
Айсиньгиоро Абахай внезапно скончался в сентябре 1643 года, не назначив наследника. Чжурчжэни традиционно выбирали себе хана на собрании нобилитета, но новое государство не имело чётких правил о наследовании верховного титула вплоть до правления императора Канси. Вероятными претендентами на власть были старший сын умершего, принц Хаогэ и сводный брат Абахая Доргонь. Компромиссный кандидат в лице пятилетнего сына умершего Фулиня был возведён на престол как император Шуньчжи. Доргонь стал регентом при нём и фактическим лидером маньчжурской нации.
Высшие сановники империи Мин боролись друг с другом, фискальным коллапсом и чередой крестьянских восстаний. У них не было сил что-либо противопоставить маньчжурам. В апреле 1644 столица, Пекин, была захвачена и разграблена Ли Цзычэном, бывшим мелким чиновником, который основал мимолётную империю Шунь. Последний минский правитель Чунчжэнь совершил самоубийство при падении города.
Ли Цзычэн возглавлял коалицию повстанцев числом около 200 000, которая выступила против армии У Саньгуя, минского полководца, охранявшего Шанхайский проход. Это ключевой проход в Великой китайской стене, расположенный в 50 километрах к северу от Пекина. Долгие годы оборонявшие его войска предотвращали рейды маньчжуров непосредственно на столицу Китая. В результате У Саньгуй оказался меж двух огней — с одной стороны были известные враги — маньчжуры, с другой повстанцы, также собиравшиеся атаковать его войско. Возможно, на решение генерала повлияло скверное отношение Ли Цзычена к культурным сановникам, оказавшимся у него в плену или к родственникам самого У. Есть сведения, что Ли забрал себе его наложницу. Так или иначе, У и Доргонь объединили свои силы во имя мести за гибель Чунчжэня. Вместе они разгромили повстанцев в сражении 27 мая 1644 года.
6 июня объединённая армия бывших врагов захватила Пекин. 30 октября Шуньчжи был провозглашён «Сыном Неба». Маньчжуры, благодаря участию в разгроме повстанцев объявившие себя преемниками империи Мин, приняли участие в торжественных похоронах Чунчжэня, которые обставили как символический акт передачи власти. Однако следующие семнадцать лет им предстояло продолжать завоевание Китая, борясь с оставшимися минскими лоялистами, претендентами на престол и повстанцами. Последний из этих претендентов, Юнли, нашёл убежище при дворе короля Бирмы, но был возвращён в Китай экспедиционной армией и казнён в 1662.
Ханьские Знамёна состояли из ханьцев, которые перешли на сторону маньчжуров до 1644 и вступили в Восьмизнамённую армию. Они получили социальные и правовые привилегии, а также прививку маньчжурской культуры. Таких перебежчиков было столь много, что они вскоре составили в маньчжурских войсках большинство, в то время как самих маньчжуров там к 1648 осталось всего 16 % (при этом ханьцев было уже 75 %, а остальную часть составляли монголы). Эта мультиэтническая сила, в которой маньчжуры были меньшинством, и завоевала Китай для империи Цин.
Ханьские войска несли ответственность за успешное покорение Поднебесной новыми хозяевами. Также в ранний период Цин они составляли большинство среди губернаторов, управляя и администрируя захваченные территории, что стабилизировало режим Цин. На генерал-губернаторских постах ханьские знаменосцы доминировали в правление императоров Шуньчжи и Канси, во многом оттесняя от этих должностей гражданских ханьцев.
Цинская пропаганда, направленная на противника (то есть Мин) делала акцент на том, что маньчжуры ценят воинские навыки, побуждая минские войска переходить на сторону новой империи, так как минский режим и политическая система были заточены под гражданских чиновников и гражданское управление, пренебрегая военными. Трое ханьских офицеров-знаменосцев с Ляодунского полуострова, которых звали Шан Кэси, Гэн Чжунмин и Кун Юдэ сыграли большую роль в покорении Южного Китая и после победы правили им вместе как наместники, обладавшие широкой автономией. Обычно маньчжурские войска использовались как резерв, в тылу или для быстрых нападений малыми силами, которые были призваны нанести максимальный ущерб, в то время как лояльные ханьские служили ударной силой и сражались в авангарде во время всей кампании.
В структуре Знамён огнестрельное оружие, такое как мушкеты, и артиллерия были отличительной чертой именно ханьских знаменосцев
В целях поддержания межобщинной гармонии в 1648 Шуньчжи издал декрет, разрешивший гражданским ханьцам жениться на маньчжурках из Восьмизнамённой армии с согласия Совета доходов, если они были зарегистрированными дочерьми чинов или простолюдинов или с согласия командира конкретного Знамени, если они не были зарегистрированы. Только позже ограничения с межобщинных браков были сняты.
31 октября, уже из Пекина, Шуньчжи подтвердил княжеские титулы глав родов потомков Конфуция (примерно в 65-м поколении) в Северном и Южном Китае.
В первые семь лет правления императора Шуньчжи бессменным регентом при нём оставался принц Доргонь. Из-за шаткости своего собственного положения, он предпочитал брать пример с Абахая и править от имени малолетнего императора, постепенно расправляясь с соперниками — маньчжурскими принцами, многих из которых он понизил в должности или заключил в тюрьмы под тем или иным предлогом. Хотя период его правления был сравнительно короток, он отбрасывает длинную тень на всю историю империи.
Сначала маньчжуры вторглись во Внутренний Китай из-за того, что Доргонь повёл себя решительно, получив призыв генерала У. Затем, после взятия Пекина, вместо разграбления столицы, как это недавно сделали повстанцы, Доргонь, подавив сопротивление других принцев, настоял на том, чтобы сделать город столицей и вернуть на свои должность большинство минских сановников. Решение это отнюдь не лежало на поверхности, так как никогда ранее в истории Китая новая империя не захватывала столицу прежней практически прямо из рук последней.
Удержание столицы и ремонт бюрократической машины позволили маньчжурам продолжить завоевание страны и укрепили их власть. Однако не все начинания Доргоня были столь же популярны и успешны.
Противоречивый эдикт Доргоня от июля 1645 года («приказ об обрезании волос») предписывал взрослым мужчинам-ханьцам брить лбы и зачёсывать оставшиеся волосы в косичку — под угрозой смерти. Популярным разъяснением приказа было: «Сохранишь волосы — потеряешь голову; Чтобы сохранить голову, обрежь волосы». Для маньчжуров это был тест на лояльность и способ различения друзей и врагов. Но для ханьцев это было унизительным напоминанием о власти Цин, не считавшейся с традиционными конфуцианскими ценностями. Канон сыновней почтительности (Сяоцзин) утверждал, что «тело и волосы человека — дары от его родителей, которые не должны быть повреждены». В империи Мин взрослые мужчины не стригли волос, завязывая их вместо этого в узел. Приказ вызвал мощное сопротивление цинскому правлению в Цзяннане и в ответ — массовые убийства ханьцев. При этом карательные акции совершали войска, состоящие из тех же ханьцев на маньчжурской службе. Ли Чэндун, ханьский генерал, служивший Мин, но сдавшийся Цин, приказал своим войскам трижды за один месяц устроить резню в городе Цзядинь, результатом которых стала гибель десятков тысяч человек. Город полностью обезлюдел. Город Цзянъинь также выдерживал осаду против 10 000 ханьских солдат в течение 83 дней. Когда в конце концов городская стена была пробита 9 октября 1645, цинская ханьская армия во главе с перебежчиком Лю Лянцзо (劉良佐), который отдал приказ «заполняйте город трупами, пока не затупите свои мечи» полностью уничтожила население, убив от 74 000 до 100 000 человек. Косичка была единственным элементом маньчжурской культуры, который силой насаждался среди ханьцы. Цинские владыки также требовали от чиновников носить маньчжурские одежды, но гражданского населения это не касалось и простые китайцы могли носить ханьфу (ханьские одежды).
Массовое убийство в Гуанчжоу в 1650 было также совершено цинскими силами, укомплектованными ханьцами под командованием ханьских же генералов Шан Кэси и Гэн Цзимао.
31 декабря 1650 Доргонь внезапно умер во время охоты, что положило начало самостоятельному правлению Шуньчжи. Так как императору на тот момент было всего двенадцать лет, большинство решений за него принимала мать Сяочжуан, оказавшаяся умелым политиком.
Хотя его поддержка была важная для императора, Доргонь сконцентрировал в своих руках столько власти, что стал прямой угрозой престолу. Даже после своей смерти он сенсационно получил титул императора И (義皇帝), единственный раз в китайской истории, когда маньчжурский «принц крови» (親王) удостоился такой почести. Однако уже через два месяца самостоятельного правления юного императора Доргонь не только был лишён своих титулов, но и его тело подверглось расчленению и издевательствам за многочисленные «преступления», одним из которых было названо преследование близкого старшего брата императора Хаогэ, приведшее к его смерти. Более важным было то, что посмертная символическая опала Доргоня ослабляла его семью и сторонников при дворе, возвращая власть в руки ставленников нового владыки. После многообещающего старта, правление Шуньчжи было вскоре оборвано внезапной смертью от оспы в 1661 году в возрасте 24 лет. Ему наследовал третий сын Сюанье, правивший под именем императора Канси.
Маньчжуры отправили Ханьские Знамёна в Фуцзянь сражаться с минскими лоялистами Чжэн Чэнгуна. Цины использовали тактику принудительного переселения китайцев с побережья вглубь страны для того, чтобы лишить лоялистов (в данном случае — пиратов) поддержки, что породило миф, будто маньчжуры «боятся воды». Участие в походе именно ханьских войск укрепило этот ложный миф. Несмотря на то, что поэты того времени называли участников операций против мирного населения «варварами», в реальности все эти действия совершались Ханьскими Знамёнами и Армией Зелёного Штандарта. Против укрепившихся на побережье сторонников империи Мин использовались 400 000 солдат последней и 200 000 знаменосцев.

### Правление императора Канси
Продолжавшееся 61 год правление императора Канси было самым долгим в истории китайской монархии. Его прославляют как период времени, когда началась эпоха «Высокой Цин», в которую империя достигла зенита социальных, экономических и военных успехов. Долгое правление Канси началось, когда ему было всего восемь лет, с момента смерти отца правителя. Чтобы предотвратить регентскую диктатуру вроде той, что только что имела место при Доргоне, император Шуньчжи на своём смертном одре назначил четырёх старших министров, дав им наказ править от имени малолетнего сына. Эти четверо — Сони, Эбилунь, Суксаха и Обой) — были выбраны за долгую службу престолу — но также и для того, чтобы взаимно ограничивать влияние друг друга. Они не имели близких связей с императорской семьёй и права претендовать на трон. Тем не менее, через некоторое время самый молодой из них, Аобай набрал достаточно политического влияния для того, чтобы рассматриваться как угроза. И хотя его верность никогда не ставилась под сомнение, консерватизм и особенности характера министра привели его к нарастающему конфликту с новым императором. В 1669 Канси обманом разоружил Аобая и заключил его под стражу, что стало существенной победой пятнадцатилетнего императора над искусным политиком и царедворцем.
Двое первых маньчжурских правителя создали два основания своей легитимности, позволяющих объяснить стабильность их власти. Первым из них была опора на бюрократические институты и нео-конфуцианскую культуру, которые они унаследовали от предыдущей империи. Маньчжурская и ханьская элиты в основном пришли к взаимопониманию. Система имперских экзаменов предоставляла этническим ханьцам социальный лифт, позволявший войти в сословие чиновников. Патронаж императора и помощь в создании Словаря Канси продемонстрировали уважение властей к конфуцианскому учению, в то время как Эдикт о священном 1670 года эффективно превозносил конфуцианские семейные ценности. Другим важным источником стабильности была сама маньчжурская идентичность. Центральноазиатская по своей природе, она позволяла им успешно взаимодействовать с монголами, тибетцами и уйгурами. Цинские владыки использовали титул императора (Huangdi) на китайском языке, однако для монголов они были ханами, а для буддистов создавали имидж себя как чакравартинов, покровителей тибетского буддизма. На маньчжурском языке правителя называли императором или ханом без различения значений этих титулов. Канси также приглашал к своему двору иезуитов-миссионеров, которые впервые стали приезжать в Китай при империи Мин. Среди них были Томас Перейра, Мартино Мартини, Адам Шалль фон Белль, Фердинанд Вербист и Антуан Тома, занимавшие важные посты как эксперты по вооружениям, картографы и советники императора. Однако доверительные отношения между миссионерами и двором исчезли во время знаменитых диспутов о китайских обрядах.
Тем не менее, удержание «Небесного мандата» было сложной задачей. При обширности Китая знаменосцев хватало максимум на то, чтобы удерживать ключевые города, причём многие из них были сдавшимися на милость победителю минскими перебежчиками. Более того, бывшие минские генералы-ханьцы получили за свои успехи в завоевании страны титулы феодальных принцев (藩王) и губернаторские должности в Южном Китае. Их лидером был У Саньгуй, владевший провинциями Юньнань и Гуйчжоу, в то время как генералы Шан Кэси и Гэн Цзинчжун получили Гуандун и Фуцзянь соответственно.
С годами эти три феодала, находившиеся на отдалении от Пекина и маньчжурского двора, зато поблизости друг от друга, становились всё более самостоятельными. В конце концов в 1673 Шан Кэси отправил императору Канси прошение об отставке, желая удалиться для проживания в своём родном Ляодуне и сообщил о назначении своего сына наследником. Молодой император отставку генерала удовлетворил, но при этом отрицал его право передавать власть по наследству. Двое других генералов в этот момент решили бросить вызов Канси и написали аналогичные прошения, посчитав, что он не рискнёт обидеть их отказом. Император, однако, приказал вернуть их владения себе.
Столкнувшись с таким ответом, У Саньгуй, к которому затем присоединились Гэн Чжунмин и Шан Чжисинь, сын Шана Кэси, сделали вывод, что им не остаётся ничего кроме восстания. Оно продолжалось восемь лет. У пытался, без особого успеха, восстановить в Южном Китае обычаи и лояльность империи Мин, приказывая подданным срезать косички и объявив себя императором новой империи. На пике успехов повстанцев им удалось распространить свою власть на север до самой реки Янцзы, практически восстановив разделённый Китай. Однако У не посмел идти дальше на север, не имея возможности координировать усилия с союзными генералами, а император Канси в это время смог опереться на новое поколение маньчжурских военачальников. К 1681 году цинское правительство восстановило контроль над Южным Китаем, разорив его так, что на восстановление потребовалось несколько десятилетий. Маньчжурским генералам и знаменосцам пришлось пережить позор, когда император отметил, что Армия Зелёного Штандарта воюет с повстанцами лучше и успешней, чем их войска. На троих полководцев из этой армии он положился во время последнего наступления на непокорные южные территории. Решив, что ханьцы сражаются эффективней, он использовал их как ядро в своих операциях на юге. Точно так же в Северо-Восточном Китае маньчжуры использовали ханьцев из Армии Зелёного Штандарта против повстанцев Ван Фучэня. Этот выбор был обусловлен каменистой местностью, на которой пехота имела преимущество перед кавалерией и желанием сохранить маньчжурские части в резерве, а также, снова, верой в то, что одни ханьцы лучше справятся с другими. В итоге данная тактика действительно привела к подавлению восстания. В 1680 году в такой же горной местности в Сычуани император снова применил ханьскую пехоту, оставив маньчжурам логистику и пребывание в резерве. 400 000 солдат Армии Зелёного Штандарта и 150 000 знаменосцев служили империи в этих войнах. При этом отмобилизовано было 213 отрядов Ханьских Знамён и 527 отрядов монголов и маньчжуров. В борьбе с повстанцами Южного Китая (генерал У и его соратники) двор использовал 400 000 солдат из Армии Зелёного Штандарта и 200 000 знаменосцев.
В 1673—1674 годах генерал У одерживал победы над силами Цин. Имея поддержку большей части ханьцев (что понятно хотя бы из того, что они не присоединились к восстанию) и ханьской элиты, а также испытав в бою и ханьцев, и маньчжуров, император ответил на эти поражения отправкой на юг огромной армии из более чем 900 000 китайских солдат (не знаменосцев) вместо Восьмизнамённой армии. В итоге повстанцы были повержены Армией Зелёного Штандарта, состоявшей в основном из ханьских перебежчиков.
Для укрепления своей власти в Центральной Азии император Канси лично возглавил серию военных экспедиций против джунгаров во Внешней Монголии. В 1683 Тайвань, ранее отбитая пиратами у голландцев и использовавшаяся как их база в борьбе против империи, также сдалась. Чжэн Кэшуан, внук пирата Косинги, получил титул князя («Duke Haicheng», 海澄公) и переехал в Пекин, став со своими сторонниками частью Красного Знамени. Также после присоединения Тайваня, Цинам удалось получить назад ряд ранее бежавших с материка принцев империи Мин. Они не были казнены и прожили остаток своих жизней в ссылке в Китае. Победа над Тайванем освободила Канси достаточно сил, чтобы заняться Албазином, восточным форпостом царской России. Бывшие пираты Жэн Кэшуана также использовались в новом конфликте на севере. В ходе двух осад Албазина им противостояли русские казаки. Нерчинский договор 1689 года стал первым формальным соглашением Китая с иностранной державой и обеспечил двухвековой мир на границе. После смерти ойратского хана Галдана-Бошогту его сторонники, будучи тибетскими буддистами, попытались провести выборы нового Далай-ламы под своим контролем. Император Канси отправил в столицу Тибета Лхасу две армии и добился избрания на этот пост своего ставленника.
К концу XVII века Китай находился на пике своего политического могущества со времён империи Мин.

### Императоры Юнчжэн и Цяньлун
Правления императора Юнчжэна (правил в 1723—1735) и его сына Цяньлуна (1735—1796) ознаменовали расцвет Империи Цин. В это время под её властью находилась территория площадью 13 миллионов квадратных километров.
После смерти Канси зимой 1722 года его четвёртый сын, великий князь Юн (雍親王), стал императором Юнчжэном. В последние годы жизни Канси он и братья враждовали. Ходили слухи, что Юнчжэн узурпировал трон (утверждалось, что настоящим наследником Канси был его 14-й сын Иньжен, который, якобы, не получил власть потому, что в ночь смерти старого императора Юнчжэн с соратником подменили содержание его завещания), но достоверность их маловероятна. Отец доверял ему деликатные поручения и советовался в политических вопросах. Когда в возрасте 45 лет Юнчжэн возглавил Китай, он хорошо представлял себе текущее положение вещей и основные проблемы и мог править самостоятельно. Говоря словами одного современного историка, он был «суров, подозрителен и ревнив, но очень талантлив и энергичен», а по словам другого, являлся «ранним примером государственника первого порядка».
Своё правление он начал стремительно. Сначала укрепил положение конфуцианских ортодоксов и исправил то, что относил на счёт вялости своего отца в последние годы — разгромил неортодоксальные секты и обезглавил уже помилованного Канси антиманьчжурского писателя. В 1723 он запретил христианство и выслал миссионеров из страны, хотя некоторым из них было позволено остаться в столице. Затем он взялся за правительство. Он расширил систему коммуникаций, существовавшую уже при его отце и доносившую до императора информацию с мест в обход бюрократической машины и создал Большой совет, в который вошли личные советники императора и который стал де-факто кабинетом министров, коим и оставался до конца существования империи. На ключевые должности в государстве он назначил своих людей, маньчжуров и ханьцев, зависевших от его милостей и патронажа. Когда Юнчжэн понял, что финансовый кризис даже серьёзнее, чем он полагал раньше, Юнчжэн отказался от нерешительной политики своего отца по отношению к местным элитам и организовал кампанию по сбору земельного налога. Выросшие доходы использовались для выплаты «денег, чтобы кормить честность» местных чиновников, а также для финансирования ирригационных проектов, школ, дорог и благотворительности. На севере все эти реформы показали свою эффективность, но на юге и в долине Янцзы всем заправляли сложившиеся группы чиновников и крупных землевладельцев. Император отправлял в проблемные регионы маньчжурских комиссаров, которые должны были навести порядок в учёте земель и сборе налогов, но те сталкивались с обманом, фальсификациями и даже насилием. Финансовый кризис продолжался.
В 1725 году Юнчжэн даровал наследственный титул «хоу» потомку Минов из дома Чжу, Чжу Чжиляну (Zhu Zhiliang), который стал получать зарплату от империи Цин за совершение ритуалов в гробницах минских владык. Также он добавил Китайское Белое Знамя к Восьми Знамёнам. Позже император Цяньлун посмертно присвоит Чжу Чжиляну звание, которое будет передаваться от одних его потомков к другим до конца существования империи.
Юнчжэн также унаследовал ряд дипломатических и стратегических проблем. В 1727 году группа, состоявшая только из маньчжуров, подписала с Россией Кяхтинский договор. В обмен на территориальные и торговые уступки Китай получил право единолично действовать в Монголии. Сложилась ситуация, при которой джунгары могли снова стать проблемой, а на юго-западе местные народы мяо противостояли китайской экспансии. Кампании, направленные на устранение этих угроз, опустошили казну, но обеспечили императору авторитет и контроль над территорией, а также военными финансами.
Юнчжэн скончался в 1735. Его 24-летний сын принц Бао (寶親王) стал императором Цяньлуном. Он лично возглавил военные кампании в Синьцзяне и Монголии, подавлял восстания в Сычуани и действовал в Южном Китае, стремясь усилить своё влияние в Тибете.
Правление Цяньлуна дало старт нескольким амбициозным культурным проектам, в том числе в это время была собрана впечатляющая библиотека Сыку цюаньшу или Полное собрание четырёх разделов литературы. Она состояла из 3400 книг, 79 000 глав и 36 304 томов, являясь, тем самым, крупнейшей библиотекой в истории Китая. Тем не менее, на правление Цяньлуна пришлось также и 53 случая преследования за написанное в литературе. Император сам толковал «истинный» смысл текста и наказывал авторов, если считал, что написанное было дерзким, циничным по отношению к империи или оппозиционным.
Несмотря на весь блеск имперского величия, последние годы правления этого императора показывали засилье коррупции и злоупотреблений. Хэшэнь, молодой фаворит Цяньлуна, использовал своё положение в личных целях и стал одним из самых больших коррупционеров в истории империи. Сын императора и новый правитель Китая Цзяцин (правил 1796—1820), заставил этого лихоимца совершить самоубийство.
В этот период Китай также начал страдать от перенаселения. Если в первой половине XVII века из-за гражданских войн и эпидемий рост населения был умеренным, дальнейшие мир и благополучие изменили ситуацию. Ввоз из обеих Америк новых пищевых культур, таких, как картофель и арахис, позволили обеспечить Китай продовольствием и в XVIII веке его население выросло со 100 до 300 миллионов человек. Пригодные для земледелия земли закончились, вытесняя крестьян. Сам Цяньлун однажды прокомментировал сложившуюся ситуацию так «Население продолжает расти, но земли нет». Единственным регионом, где оставались пригодные для возделывания земли, была Маньчжурия. Её провинции Гирин и Хэйлунцзян были отделены от остального Китая стеной на правах родины маньчжуров. Императорский декрет запрещал ханьцам селиться там. Монголам правительство также запретило покидать пределы своих Знамён, а равно проникать в 18 провинций Внутреннего Китая, установив за это жестокие наказания, чтобы монголы оставались разделены на благо империи Цин.
Однако властям пришлось столкнуться с тем, что ханьцы во всё больших и больших количествах переселялись в Маньчжурию — легально и нелегально. Так как выращивание ими зерновых на землях маньчжурских землевладельцев было выгодно последним, большинство нарушителей не выселялись и оставались жить за пределами Великой стены и Ивовой ограды. В XVIII веке китайцы-хань возделывали уже 500 000 га частной земли в Маньчжурии и ещё 203 583 обрабатываемых ими гектаров принадлежали Знамёнам и другим собственникам. В гарнизонах и городах Маньчжурии ханьцы составляли 80 % населения.
Цинское правительство переселяло ханьцев с севера в район реки Ляо для того, чтобы сделать землю вновь пригодной для культивирования. Бесплодная земля передавалась от ханьских сквоттеров к другим ханьцам, которые обрабатывали её для маньчжурских владельцев. Несмотря на официальный запрет, затем Цины разрешили пострадавшим от голода и наводнений ханьцам севера селиться в Маньчжурии и Внутренней Монголии и те заняли 500 000 в первой и десятки тысяч во второй к 1780-м годам. Цяньлун впустил в Монголию пострадавших от засухи ханьцев, хотя он же запрещал им проникать туда в 1740—1776. Китайцы арендовали или даже получали в собственность имперские и принадлежащие Знамёнам земли. Кроме района реки Ляо ханьцы при Цяньлуне заселили в Маньчжурии обширную территорию и к 1800 году составили большинство в её городах. Чтобы пополнить казну, правительство продавало ханьцам маньчжурские земли по течению реки Сунгари в начале правления императора Даогуана и к 1840-м годам ханьцы заполонили города Маньчжурии согласно сообщению Аббе Гюка.
В 1796 году Общество Белого Лотоса организовало масштабное антиманьчжурское восстание. Оно продолжалось восемь лет, вплоть до 1804, и стало поворотной точкой в истории империи Цин.

### Восстание, беспорядки и внешнее давление
В начале существования Цинская империя была гегемоном в Восточной Азии. Хотя формального министерства иностранных дел в тот период в стране не существовало, ведомство под названием Лифаньюань отвечало за отношения с монголами и тибетцами, в то время, как отношения с другими странами региона в теории регулировались вассальной системой, унаследованной от империи Мин. Нерчинский договор (1689) стабилизировал отношения с царской Россией.
Однако XVIII век стал веком активизации европейской экспансии по всему миру. Великие державы в экономике полагались на морскую торговлю. Их стремление проникнуть в Китай стало вызовом для империи. Европейцы создали многочисленные торговые форпосты в Индии и на островах, сегодня входящих в состав Индонезии. Ответом Цин, первоначально казавшимся удачным ходом, стало создание в 1756 году Кантонской системы, которая ограничила морскую торговлю только этим городом и передала китайским купцам монополию на коммерческие отношения с западными странами. Британская Ост-Индская компания и Голландская Ост-Индская компания задолго до этого уже получили такие же привилегии от своих правительств.
В 1793 году первая из них при поддержке британского правительства отправила в Китай делегацию под руководством лорда Джорджа Макартни, стремясь установить режим свободной торговли и равноправные отношения с китайской стороной. Императорский двор не придавал торговым вопросам большого значения, в то время как англичане считали их жизненно важными для собственной экономики. Император Цяньлун сказал Макартни «правители многонаселённых стран привозят по земле и по морю всевозможные ценные вещи» и «следовательно, мы не испытываем ни в чём недостатка…»
Спрос, существовавший в европейских странах на китайские товары — шёлк, чай и керамику — мог быть удовлетворён только при условии, что западные компании смогли бы увеличить свои ограниченные поставки серебра в Китай. В конце 1700-х годов, правительства Британии и Франции были глубоко озабочены дисбалансом в торговле и недостатком серебра. Чтобы удовлетворить растущий спрос на опиум в Китае, Британская Ост-Индская компания существенно увеличила его производство в Бенгалии. Так как китайская экономика была самодостаточной, она редко нуждалась в импорте европейских товаров и сырья и обычно расплачивалась серебром. Император Даогуан, обеспокоенный как оттоком серебра из страны, так и распространением курения опиума, приказал Линь Цзэсюю покончить с опиумной торговлей. В 1839 году тот конфисковал партии опиума без выплаты компенсации, что заставило Великобританию в следующем году объявить войну Китаю.
Первая опиумная война вскрыла плачевное состояние китайских вооружённых сил. Цинскому флоту, состоящему из деревянных джонок, противостоял современный для своего времени, отлично подготовленный и превосходящий его по огневой мощи британский флот. Британские солдаты, используя лучшее огнестрельное оружие и артиллерию, а также обученные маневрированию, легко побеждали китайские отряды в сухопутных сражениях. Капитуляция Цин в 1842 году поразила и унизила Китай. Нанкинский договор, первый из так называемых неравноправных договоров, потребовал от страны выплаты репараций, открытия для свободной европейской торговли и миссионеров пяти портов — Кантона, Амой (Amoy), Фучоу (Fuchow), Нинбо и Шанхая и передачи Гонконга Великобритании. Он продемонстрировал многочисленные слабости и недостатки потерявшего популярность режима Цин и вызвал крупные восстания против него.
Произошедшее в середине XIX века восстание тайпинов стало первым из антиманьчжурских выступлений, угрожавших стабильности империи. Хун Сюцюань, неудавшийся чиновник, проваливший имперский экзамен, возглавил восстание тайпинов, сопровождавшееся многочисленными беспорядками и голодом. В 1851 году он с сообщниками начал выступление в провинции Гуйчжоу и создал Небесное царство тайпинов с собой самим в роли короля. Он утверждал, что часто получает от Бога видения и что Иисус Христос — его брат. Рабство, конкубинат, договорные браки, курение опиума, бинтование ног, судебные пытки и поклонение идолам были запрещены. Однако повстанцы столкнулись с коррупцией, феодализмом и перебежчиками. Вдобавок британцы и французы, имевшие современное оружие, пришли на помощь армии империи Цин. Восстание, однако, было подавлено лишь к 1864 году. Китайскими войсками при его подавлении командовал Цзэн Гофань. Восстание не только представляло серьёзную угрозу империи; это была ещё и «самая кровавая гражданская война всех времён». За 14 лет противостояния с 1850 года по 1864 год погибло от 20 до 30 миллионов человек. После провала этого восстания произошли другие: китайские мусульмане и Мяо выступили против властей, также случилось дунганское восстание на северо-востоке и пантайское восстание (1856—1873) в провинции Юньнань.
Западные державы, не удовлетворённые Нанкинским договором, тем не менее оказали Китаю поддержку в подавлении восстаний тайпинов и няньцзюней. Китайская экономика пришла в упадок из-за потери миллионов жизней, уничтожения пахотных земель и огромных расходов на подготовку не менее огромных армий для борьбы с повстанцами. В 1854 году Великобритания попыталась обсудить изменения в Нанкинский договор, стремясь получить право судоходства на китайских реках и открыть посольство в Пекине.
В 1856 году, преследуя пиратов, китайцы поднялись на борт судна Arrow, которое, по заявлению британцев, плавало под их флагом. Этот инцидент привёл ко Второй опиумной войне. В 1858 году император Сяньфэн, не имея другого выхода, согласился с Тяньцзиньскими трактатами, содержавшими оскорбительные для китайцев пункты о составлении документов на английском языке и беспрепятственном допуске британских военных кораблей во все судоходные реки Китая.
Ратификация этих трактатов в следующем году привела к возобновлению боевых действий и в 1860, когда англо-французская коалиция предприняла марш на Пекин, императорский двор вынужден был бежать в Горное убежище от летнего зноя. Император Сяньфэн, назначил доверенное лицо Айсиньгьоро Исиня, Великого князя Гуна, вести переговоры. Ворвавшись в город, европейцы разграбили Старый Летний Дворец и в качестве ответа на арест нескольких англичан, сожгли его дотла. Британский и французский послы потребовали, чтобы великий князь Гун до 23 октября принял условия мира, угрожая в противном случае сжечь императорский дворец в Пекине. Под влиянием русского посланника Игнатьева он согласился подписать трактаты с Великобританией (24 октября) и Францией (25 октября). Чтобы побыстрее удалить иностранные войска из столицы, император прислал свои ратификации заранее. 14 ноября Великий князь Гун от имени Цинской империи подписал с Российской империей Пекинский трактат, по которому империя Цин лишалась части своих северных территорий, а новая граница между империями стала проходить по реке Амур и Уссури. Ослабленное положение Цинской империи вынудили китайских дипломатов согласиться с предложениями российского посланника Игнатьева не только подписать новый договор, названный Пекинским, условия которого были созданы и подготовлены лично Н. П. Игнатьевым, но и ратифицировать Айгунский договор, ранее не признававшийся китайской стороной.
Известия о уничтожении летнего дворца и парка Юаньминъюань подорвали здоровье императора, он тяжело заболел. Униженный император в следующем году умер в своей охотничьей резиденции.

### Политика самоукрепления и разочарование в реформах
Китайские генералы и представители бюрократии, такие, как Цзо Цзунтан, возглавляли войска при подавлении восстаний и оставались лояльными империи. Когда император Тунчжи вступил на престол в пятилетнем возрасте в 1861 году, они сплотились вокруг него и организовали то, что стало позже известно как Реставрация Тунчжи. Целью этого предприятия было перенять западные военные технологии, чтобы сохранить конфуцианские ценности. Цзэн Гофань в содружестве с князем Гун спонсировали усилия молодого поколения, например, Ли Хунчжана, который снова поставил империю на ноги в финансовом плане и объявил о начале политики самоукрепления. Реформаторы открыли первое полноценное китайское министерство иностранных дел, позволили иностранным дипломатам жить в Пекине, начали реформирование армии и флота и лоббировали появление в стране европейских оружейных фабрик.
Империя постепенно теряла контроль над периферийными территориями. В обмен на обещание поддержки в борьбе против Британии и Франции Российская империя в 1860 году получила значительные территории на северо-востоке. Период кооперации между реформаторами и европейскими державами закончился Тяньцзинским инцидентом 1870 года, когда были убиты французские монахини. Начиная с Кохинхинской кампании в 1858, Франция постепенно расширяла своё присутствие в Индокитае. К 1883 году она уже полностью контролировала регион и вышла к китайским границам. Франко-китайская война началась с неожиданной атаки французов на китайский флот в Фучжоу. После этого Китай объявил войну Франции. Французское вторжение на Тайвань было отбито и европейцы потерпели поражение на суше в Битве у Бангбо. Однако Япония угрожала вступить в войну с Китаем из-за Гапсинского инцидента в Корее и Китай предпочёл закончить войну переговорами. В 1885 году стороны подписали договор, в котором Китай признал французский протекторат во Вьетнаме.
Историки нередко объясняли слабость империи Цин перед лицом западных держав в XIX веке в первую очередь отсталостью китайского морского флота, в то время как на суше армия Китая могла дать отпор противнику. Историк Эдвард Л. Дрейер (англ. Edward L. Dreyer) поясняет «Китайские унижения XIX века прямо связаны с положением дел на море. В начале Опиумной войны Китай не имел единого флота и понимания того, насколько он беззащитен при атаках с моря. Британцы плавали под парусом и под парами куда хотели… Во время опиумной войны (1856—1860), китайцы не могли помешать англо-французской экспедиции 1860 войти в залив Чжили и высадиться в ближайших окрестностях Пекина. Тем временем китайские наземные армии успешно подавляли восстания, вынудили Россию мирно урегулировать вопрос о границах в Средней Азии и победили французов во Франко-китайской войне (1884—1885). Но поражение флота и угроза Тайваню заставили Китай подписать невыгодные ему договоры».
В 1884 про-японски настроенные корейцы устроили в Сеуле Гапсинский инцидент. Когда Китай вмешался, чтобы подавить восстание, напряжение между двумя странами возросло. Японский премьер-министр Ито Хиробуми и Ли Хунчжан подписали конвенцию с обязательством вывести войска одновременно, но Первая японо-китайская война 1895 года стала военным кошмаром для Китая. Симоносекский договор признал независимость Кореи и передал Тайвань, а также Пескадорские острова Японии. Условия могли бы быть ещё более жёсткими, но японские граждане напали на Ли Хунчжана и ранили его, что вызвало международный резонанс. Оригинальный текст договора предполагал передачу Японии Ляодунского полуострова, но Россия, Германия и Франция, имевшие на него собственные виды, вмешались и успешно воспрепятствовали этому в ходе тройной интервенции.
В эти годы произошла также эволюция уровня участия императрицы Цыси в государственных делах. Впервые она попала в императорский дворец в 1850-х как конкубина Сяньфэна (правил в 1850—1861) и пришла к власти в 1861 после того, как её пятилетний сын Тунчжи унаследовал трон. Вместе с князем Гун она устроила заговор и устранила от власти других регентов. После смерти императора в 1875, племянник Цыси Гуансюй сел на трон в нарушение династических правил и началось новое регентство. Весной 1881 её сорегент умер и она осталась наедине с властью.
С 1889, когда Гуансюй стал править самостоятельно и до 1898 года императрица жила в полуотставке, проводя большую часть года в Летнем дворце. 1 ноября 1897 двое католических миссионеров из Германии были убиты в южной части провинции Шаньдун (см. инцидент в Цзюе). Германская империя в ответ оккупировала Цзяо-Чжоу. За этим последовала «борьба за концессии» 1898 года, в ходе которой Германия сохранила за собой бухту Цзяо-Чжоу, Россия получила Ляодунский полуостров, а Британия — Новые Территории около Гонконга.
Император Гуансюй ответил на эти поражения «Стодневными реформами» 1898 года. Новые и более радикальные советники получили должности в его окружении и влияние. Одним из них стал Кан Ювэй. Император выступил с инициативой реорганизовать бюрократию и школы. На помощь чиновникам пришла Цыси, сделавшая всё, чтобы свести перемены на нет, включая арест и казнь нескольких реформаторов. Тем не менее, некоторые из позитивных изменений продолжали осуществляться.
Засуха на севере Китая и недовольство населения империалистической политикой европейских держав создали условия для начала «Боксёрского восстания». В 1900 местные группы его участников заявили о поддержке империи Цин, убивая миссионеров и китайских христиан, а затем двинулись на Пекин и осадили дипломатический квартал. Коалиция европейских держав, Японии и России вторглась в Китай без дипломатического уведомления и разрешения властей. Цыси объявила им всем войну, но после краткой и кровопролитной кампании потеряла контроль над столицей. Она бежала в Сиань. Победоносные союзники заявили цинскому правительству свои многочисленные требования, которые включали компенсацию расходов, понесённых при вторжении в Китай и казнь причастных к враждебным действиям лиц.

### Реформы, революция и падение
К началу XX века в Китае нарастали народные волнения. Чтобы прекратить их, императрица Цыси в 1901 году выпустила эдикт, запрашивая у губернаторов и генерал-губернаторов предложения для проведения в стране реформ и объявила о начале эры «новой политики», также известной как «реформы поздней Цин». Эдикт проложил путь для дальнейших действий, которые включали создание национальной образовательной системы и отмену в 1905 году имперского экзамена.
14 ноября 1908 умер Гуансюй, а уже 15 ноября — императрица Цыси. Слухи твердили, что она или Юань Шикай велели доверенным евнухам отравить Гуансюя, а вскрытие, проведённое почти век спустя, подтвердило наличие в его теле смертельной дозы мышьяка. Пу И, старший сын Айсиньгёро Цзайфэна и племянник бездетного Гуансюя, был назначен наследником престола в возрасте двух лет, регентом стал его отец. Последовало смещение генерала Юань Шикая. В апреле 1911 Цзайфэн создал кабинет, в котором было два вице-президента. Также он был известен как «Императорский Кабинет», потому что из 13 членов 5 были или лицами императорской крови, или членами клана Айсин Гёро. Эти действия вызвали критику ряда высших сановников.
Учанское восстание, вспыхнувшее 10 октября 1911 года, послужило началом Синьхайской революции в Китае. В Нанкине Сунь Ятсеном была создана Китайская республика (1912—1949). Многие провинции попали под власть центробежных тенденций. Наблюдая это, правительство призвало на помощь опального Юань Шикая. Со своей Пекинской армией он одержал победу в битве с революционерами. Став премьер-министром страны, Юань Шикай создал собственный кабинет и потребовал отстранения регента от власти. По приказу императрицы Люнъюй это было сделано.
Юань Шикай и его ближайшие офицеры стали доминировать в китайской политике. Война с повстанцами откладывалась из-за предполагаемых больших расходов и позиции цинского правительства, желавшего конституционной монархии. При этом сторонники Сунь Ятсена хотели установления в стране республики и проведения политических, а также экономических реформ. С разрешения императрицы Юань Шикай провёл с Сунь Ятсеном переговоры. Последний в результате не возражал, чтобы Юань Шикай стал президентом Китая.
12 февраля 1912, после раунда переговоров, императрица объявила эдикт об отречении малолетнего императора Пу И. Этот акт положил конец 2000-летней истории императорского Китая и начало эре нестабильности. Из-за политической раздробленности, борьбы группировок и экономической отсталости страны, её будущее было под вопросом. В июле 1917 года генерал Чжан Сюнь на короткое время занял Пекин и вместе с Кан Ювэем восстановил Пу И на троне, но эта попытка реставрации не получила поддержки остального Китая — спустя всего 11 дней Дуань Цижуй отбил город и вновь отстранил Пу И от власти. В 1930-х годах Японская Империя вторглась в Северо-Восточный Китай и способствовала созданию там марионеточного государства Маньчжоу-Го (1932) с Пу И в роли императора, но после окончания Советско-японской войны 1945 года это государство прекратило своё существование.

## Правительство
Первые императоры империи Цин унаследовали традиционную китайскую систему управления страной посредством развитого бюрократического аппарата, но разделили важные посты в своём государстве между маньчжурами и ханьцами, отдав некоторые должности монголам. Как и раньше, кадры для укомплектования государственных органов чиновниками рекрутировались через систему имперских экзаменов вплоть до её ликвидации в 1905 году. Цинские владыки разделяли военные и гражданские должности, причём и те и другие имели по девять рангов, а каждый ранг делился на категории а и б. Гражданские назначения подразделялись на виды от ассистента императора в Запретном Городе (высший ранг) до сборщика налогов, тюремщика, полицейского комиссара или экзаменатора. Военные посты ранжировались по иерархической шкале от фельдмаршала или начальника императорской охраны до сержанта третьего класса, капрала и рядовых первого и второго класса.

### Центральные государственные органы
Всё управление Цинской империей замыкалось на фигуре императора, обладавшего абсолютной властью, который возглавлял шесть советов (министерств, 六部), каждый из которых имел двух президентов и включал четырёх вице-президентов (侍郎) В отличие от порядков, существовавших при империи Мин, политика Цин состояла в том, чтобы важные посты были разделены между маньчжурами и ханьскими администраторами, прошедшими через сито имперских экзаменов. Гранд-Секретариат, являвшийся важным органом, вырабатывавшим политику правительства при империи Мин потерял своё значение и превратился в имперскую канцелярию. Институты, существовавшие ещё во времена Мин сформировали ядро цинского «внешнего двора», который занимался рутинными и текущими вопросами и располагался в южной части Запретного города.
Однако для того, чтобы «внешний двор» не захватил в свои руки все актуальные управленческие рычаги, императоры империи Цин побеспокоились о том, чтобы действительно важные вопросы решались во «внутреннем дворе», который контролировался императорской семьёй и маньчжурским нобилитетом и располагался в северной части Запретного города. Ключевым его институтом являлся Большой совет. Он возник в 1720-е годы в правление императора Юнчжэня как государственный орган, призванный управлять военной кампанией против монголов, но вскоре перерос эти функции и стал центральным органом власти. Большой Совет был своеобразным тайным советом при особе императора.
Ниже представлен список шести министерств и их зон ответственности:
- Совет гражданских назначений (吏部)

Отвечал за кадры всех гражданских служб — включая назначение, продвижение по службе и отставки. В его ведении также находился «список почестей».
- Совет выручки (户部)

Дословный перевод китайского слова hu (户) — «домовладение». Большую часть периода Цин правительство получала основную часть доходов через налогообложение домовладений и государственную монополию на торговлю солью и чаем. Таким образом, «домовладение» было базой всех имперских финансов. Департамент отвечал за налоги и сборы, а также финансовый менеджмент страны в целом.
- Совет обрядов (禮部);

Этот совет отвечал за все вопросы, связанные с придворным протоколом. В его компетенцию входила организация молений предкам и обрядов в честь разных богов, периодически совершаемых императором, а также отношения со странами-вассалами Китая и надзор за экзаменационной системой.
- Совет войны (兵部)

В отличие от периода Мин, когда этот орган имел большие полномочия, теперь они были существенно ограничены. Во-первых, Восьмизнамённая армия подчинялась напрямую императору, маньчжурским и монгольским принцам, оставляя министерству только власть над Армией Зелёного Штандарта. Во-вторых, функции совета были чисто административными. Ведением кампаний и перемещением войск занимался, опять же, лично император, сначала через Маньчжурский совет правления, а позже через Большой Совет.
- Совет наказаний (刑部)

Совет наказаний занимался всеми правовыми вопросами, включая надзор за всеми судами и тюрьмами. Правовую систему Китая периода Цин сложно сравнивать с современными, так как в ней отсутствовало разделение на исполнительную и законодательную власть. Система могла быть непоследовательной и даже иногда основанной на произволе, так как император правил при помощи декретов и имел последнее слово во всех судебных тяжбах. Император мог (и делал это) отменять решения нижестоящих судов. Справедливость укомплектованных маньчжурами государственных институтов по отношению к ханьскому большинству тоже неоднократно ставилась под сомнение. Империя установила очень жестокие наказания за различные нарушения, совершаемые ханьцами. Впрочем, эти законы были не более строгими, чем существовавшие в период Мин.
- Совет работ (工部)

Совет нёс ответственность за все государственные строительные проекты, включая возведение дворцов и храмов, а также ремонт и поддержание в надлежащем состоянии каналов. Также он занимался чеканкой монеты.
С самого начала империи, правительство держалось на системе двойных назначений, когда на каждой из должностей находилось одновременно два человека — маньчжур и ханец. Второй выполнял основную работу, первый же должен был обеспечить его лояльность режиму. Различие между китайцами и маньчжурами простиралось вплоть до их судебных костюмов. Например, при императоре Цяньлуне, члены его семьи носили одежду с маленькой круглой эмблемой на спине, а чиновники-ханьцы — одежду с квадратными эмблемами.
В дополнение к перечисленным выше шести советам существовал также и уникальный, имевшийся только в период империи Цин орган — Лифаньюань. Он был создан для надзора за администрациями Тибета и монгольских территорий. С расширением империи Лифаньюань начал заниматься всеми этническими меньшинствами, проживавшими в её пределах и поблизости от них. В начале контактов с Россией, которую в Пекине видели своим данником, тот же орган занимался двусторонними отношениями с этой страной. Он имел статус министерства и возглавлялся чиновником соответствующего ранга. Однако сначала возглавлять его могли только маньчжуры или монголы, для ханьцев эта должность стала доступна позже.
Хотя Совет обрядов и Лифаньюань исполняли некоторые функции министерства иностранных дел, они так и не развились в профессиональный государственный орган, отвечающий эксклюзивно за международные отношения. До 1861 года поражения Китая во Второй опиумной войне с англо-французской коалицией — его в стране не существовало. В указанном же году правительство Цин сдалось перед международным давлением и создало для внешних отношений орган под названием Цзунли ямэнь. Он сначала планировался как временный институт и был укомплектован сотрудниками, прикомандированными от Большого Совета. Однако из-за роста интенсивности контактов империи со внешним миром, министерство росло и развивалось опираясь на доходы от таможенных пошлин, которые перешли в его непосредственное ведение.
Существовал и второй уникальный для империи государственный орган — Управление императорским домом. Он был создан в конце правления Мин, но стал активен только после 1661 года и смерти императора Шуньчжи при его сыне Канси. Изначально департамент должен был заниматься внутренними делами императорской семьи и жизнью внутреннего двора в Запретном Городе (то есть он во многом заменил китайских евнухов), но он также сыграл большую роль в отношениях империи с Тибетом и Монголией, успел поучаствовать в торговле (нефрит, женьшень, соль, меха и т. д.), управлял текстильными фабриками в регионе Цзяннань и даже публиковал книги. Ведение дел с соляными магнатами также было прибыльным предприятием, особенно учитывая прямые контакты с ними, которые не были осложнены общением через толстые слои китайской бюрократии. Департамент комплектовался чиновниками и слугами (дословно рабы) (буи, 包衣) из трёх высших Знамён Восьмизнамённой армии К концу XIX века он имел, как минимум, 56 подразделений.

### Административное деление
Империя Цин достигла наибольших размеров в XVIII веке, когда она распространила свою власть на 18 традиционных провинций, а также территории современного Северо-Восточного Китая, Внутреннюю Монголию, Внешнюю Монголию, Синьцзян, что в общей сложности составило 13 миллионов км2. Всего существовало 18 провинций Внутреннего Китая, но затем их количество было увеличено до 22 при разделении на провинции Маньчжурии и Синьцзяна. В конце XIX века Тайвань стала отдельной провинцией, но в 1895 году она была передана Японии после того, как Китай проиграл последней войну. Кроме того, такие страны региона, как Корея и Вьетнам были вассалами Китая большую часть рассматриваемого периода. Кокандское ханство в 1774—1798 годах было китайским протекторатом и данником. В XVIII в. влияние империи Цин распространилось на Тибет (У-Цанг и западный Кам, на территории современного Тибетского автономного района).
1. Северные и южные округа Тянь-Шань (позже ставшие провинцией Синьцзян) — иногда небольшие полуавтономные образования, такие как Кумулское и Турфанское ханства, затем включённые в «Восточный район»
2. Внешняя Монголия — Халха, округ Кобдо, Хубсугул, Танну-Урянхай
3. Внутренняя Монголия — шесть монгольских сеймов (Джирим, Дзосоту, Джоуда, Силингол, Уланцаб, Ихэджу)
4. Другие монгольские сеймы в Синьцзяне и его окрестностях
5. Маньчжурия (Северо-Восточный Китай, позже была поделена на провинции)

18 провинций (Внутренний Китай):

| - Чжили - Хэнань - Шаньдун - Шаньси - Шэньси - Ганьсу - Хубэй - Хунань - Гуандун | - Гуанси - Сычуань - Юньнань - Гуйчжоу - Цзянсу - Цзянси - Чжэцзян - Фуцзянь (включала Тайвань до 1885) - Аньхой |

Дополнительные провинции последнего периода империи Цин:
- Синьцзян
- Тайвань (до 1895)
- Фэньтянь, позднее переименованная и сегодня известная как Ляонин
- Гирин
- Хэйлунцзян

### Управление провинциями
Цинское управление провинциями базировалось на пятнадцати региональных администрациях империи Мин, затем преобразованных в 18 провинций путём деления. Например, провинция Хугуан была разделена на провинции Хубэй и Хунань. Провинциальная бюрократия продолжала оставаться разделённой на три традиционные линии: военную, гражданскую и ведомство цензоров. Каждая провинция возглавлялась губернатором (巡撫, xunfu) и провинциальным военачальником (提督, tidu). Более нижним уровнем была префектура (府, fu) под управлением префекта (知府, zhīfǔ), ещё ниже в иерархии находилась субпрефектура (zhou) с субпрефектом во главе. Самым же нижним «этажом» власти являлся округ, управляемый магистратом. 18 провинций известны также как Внутренний Китай. Пост наместника или генерал-губернатора (總督, zongdu) был высшим рангом провинциальной администрации. Таких наместников во Внутреннем Китае было восемь, каждый из них обычно правил двумя или тремя провинциями. Наместник Чжили, отвечавший за окрестности столицы, Пекина, обычно рассматривался как самый могущественный из этих восьми.
1. Наместник Чжили — отвечал за провинцию Чжили
2. Наместник Шэнь-Гань — отвечал за провинции Шэньси и Ганьсу
3. Наместник Лянцзян — отвечал за Цзянсу, Цзянси и Аньхой
4. Наместник Хугуан — отвечал за Хубэй и Хунань
5. Наместник Сычуань — отвечал за Сычуань
6. Наместник Минь-Чжэ — отвечал за Фуцзянь, Тайвань и Чжэцзян
7. Наместник Лянгуан — отвечал за Гуандун и Гуанси
8. Наместник Юнь-Гуй — отвечал за Юньнань и Гуйчжоу

К середине XVIII столетия цинские императоры включили в состав своей империи Синьцзян, сделали своими вассалами правителей Внутренней и Внешней Монголии и распространили своё влияние на Тибет (подробнее о статусе этих территорий см.:). Имперские комиссары и гарнизоны были отправлены в Монголию и Тибет для контроля над ними. Также эти территории были предметом ведения центрального правительственного учреждения, которое называлось Лифаньюань. Цинхай также вошёл в зону контроля пекинского правительства. Синьцзян, известный ещё как Китайский Туркестан, был разделён на регионы, находящиеся к северу и к югу от гор Тянь-Шань. Сегодня они известны как Джунгария и Таримская впадина соответственно. В 1762 году эти регионы были подчинены одному военному правителю, который должен был обладать на их территории и всей полнотой гражданской власти. Император Цяньлун с самого начала разрешил ханьцам массовое переселение в Джунгарию. Их проникновение в Таримскую впадину было сначала запрещено, но запрет был затем снят после того, как в 1820-х Джахангир-ходжа организовал кампанию набегов против китайских властей. Маньчжурия до её разделения на провинции также управлялась военными губернаторами, но некоторые земли были в середине XIX века переданы Российской Империи. Маньчжурия была отделена от основной территории Китая внутренней границей, известной как Ивовая изгородь. Её задачей было не допускать проникновения ханьцев в регион. Однако с 1860-х годов правительство изменило мнение по этому вопросу, начав колонизацию её территории и сняв ставший помехой запрет.
Цинские императоры одновременно являлись монгольскими ханами, покровителями тибетского буддизма и защитниками мусульман Туркестана. Однако их политика изменилась с созданием в 1884 году провинции Синьцзян. В эпоху Большой Игры, пытаясь воспользоваться Дунганским восстанием (1862—1877) в Северо-Восточном Китае, Магомет Якуб бек Бадаулет при поддержке британцев вторгся в Синьцзян из Центральной Азии и объявил себя правителем королевства Кашгар. Император послал войска и успешно отвоевал потерянные территории, после чего распространил на Синьцзян ту же систему управления, что уже действовала во Внутреннем Китае. Кумульское ханство, инкорпорированное в империю в качестве вассала в 1757 году, после совместных действий против джунгаров, сохранило этот статус после преобразования Синьцзяна в провинцию вплоть до Синьхайской революции и даже позже, до 1930 года. В начале XX века Британская Империя отправила в Тибет крупную экспедицию и принудила тибетцев подписать договор. Цинская монархия ответила объявлением о распространении на Тибет своего суверенитета, результатом всего этого стала Англо-китайская конвенция 1906 года. Британцы обязались не аннексировать Тибет и не вмешиваться в управление им, китайцы — не допускать в горную страну другие державы. В начале XX века империя по образцу и подобию Синьцзяна, преобразованного в провинцию ранее, поступила и с Маньчжурией, создав на её территории три провинции, официально названных «тремя северо-восточными». В них был назначен новый, девятый по счёту, наместник.
|                                           |                                           |                                           |                                           |                                           |                                           |  |  |                                    |                                    |                                    |                                    |                                    |                                    |  |  | Орган управления административными комиссарами (布政使司) (Провинции 省, shěng; Административные провинции 行省) |                  |                  |                  |                  |                  |  |  |                                    |                                    |                                    |                                    |                                    |                                    |  |  |                                           |                                           |                                           |                                           |                                           |                                           |  |  |  |  |  |  |  |  |  |  |  |  |  |  |  |  |  |  |  |  |  |  |
|                                           |                                           |                                           |                                           |                                           |                                           |  |  |                                    |                                    |                                    |                                    |                                    |                                    |  |  | |                  |                  |                  |                  |                  |  |  |                                    |                                    |                                    |                                    |                                    |                                    |  |  |                                           |                                           |                                           |                                           |                                           |                                           |  |  |  |  |  |  |  |  |  |  |  |  |  |  |  |  |  |  |  |  |  |  |
|                                           |                                           |                                           |                                           |                                           |                                           |  |  |                                    |                                    |                                    |                                    |                                    |                                    |  |  | Округа (道, dào)                                                                                                 |                  |                  |                  |                  |                  |  |  |                                    |                                    |                                    |                                    |                                    |                                    |  |  |                                           |                                           |                                           |                                           |                                           |                                           |  |  |  |  |  |  |  |  |  |  |  |  |  |  |  |  |  |  |  |  |  |  |
|                                           |                                           |                                           |                                           |                                           |                                           |  |  |                                    |                                    |                                    |                                    |                                    |                                    |  |  | |                  |                  |                  |                  |                  |  |  |                                    |                                    |                                    |                                    |                                    |                                    |  |  |                                           |                                           |                                           |                                           |                                           |                                           |  |  |  |  |  |  |  |  |  |  |  |  |  |  |  |  |  |  |  |  |  |  |
|                                           |                                           |                                           |                                           |                                           |                                           |  |  |                                    |                                    |                                    |                                    |                                    |                                    |  |  | |                  |                  |                  |                  |                  |  |  |                                    |                                    |                                    |                                    |                                    |                                    |  |  |                                           |                                           |                                           |                                           |                                           |                                           |  |  |  |  |  |  |  |  |  |  |  |  |  |  |  |  |  |  |  |  |  |  |
|                                           |                                           |                                           |                                           |                                           |                                           |  |  |                                    |                                    |                                    |                                    |                                    |                                    |  |  | |                  |                  |                  |                  |                  |  |  |                                    |                                    |                                    |                                    |                                    |                                    |  |  |                                           |                                           |                                           |                                           |                                           |                                           |  |  |  |  |  |  |  |  |  |  |  |  |  |  |  |  |  |  |  |  |  |  |
| Округ провинциального подчинения (直隶州) | Округ провинциального подчинения (直隶州) | Округ провинциального подчинения (直隶州) | Округ провинциального подчинения (直隶州) | Округ провинциального подчинения (直隶州) | Округ провинциального подчинения (直隶州) |  |  |                                    |                                    |                                    |                                    |                                    |                                    |  |  | Область (府, fǔ)                                                                                                 | Область (府, fǔ) | Область (府, fǔ) | Область (府, fǔ) | Область (府, fǔ) | Область (府, fǔ) |  |  |                                    |                                    |                                    |                                    |                                    |                                    |  |  | Район провинциального подчинения (直隶厅) | Район провинциального подчинения (直隶厅) | Район провинциального подчинения (直隶厅) | Район провинциального подчинения (直隶厅) | Район провинциального подчинения (直隶厅) | Район провинциального подчинения (直隶厅) |  |  |  |  |  |  |  |  |  |  |  |  |  |  |  |  |  |  |  |  |  |  |
| Округ провинциального подчинения (直隶州) | Округ провинциального подчинения (直隶州) | Округ провинциального подчинения (直隶州) | Округ провинциального подчинения (直隶州) | Округ провинциального подчинения (直隶州) | Округ провинциального подчинения (直隶州) |  |  |                                    |                                    |                                    |                                    |                                    |                                    |  |  | Область (府, fǔ)                                                                                                 | Область (府, fǔ) | Область (府, fǔ) | Область (府, fǔ) | Область (府, fǔ) | Область (府, fǔ) |  |  |                                    |                                    |                                    |                                    |                                    |                                    |  |  | Район провинциального подчинения (直隶厅) | Район провинциального подчинения (直隶厅) | Район провинциального подчинения (直隶厅) | Район провинциального подчинения (直隶厅) | Район провинциального подчинения (直隶厅) | Район провинциального подчинения (直隶厅) |  |  |  |  |  |  |  |  |  |  |  |  |  |  |  |  |  |  |  |  |  |  |
|                                           |                                           |                                           |                                           |                                           |                                           |  |  |                                    |                                    |                                    |                                    |                                    |                                    |  |  | |                  |                  |                  |                  |                  |  |  |                                    |                                    |                                    |                                    |                                    |                                    |  |  |                                           |                                           |                                           |                                           |                                           |                                           |  |  |  |  |  |  |  |  |  |  |  |  |  |  |  |  |  |  |  |  |  |  |
| Уезд (县)                                 | Уезд (县)                                 | Уезд (县)                                 | Уезд (县)                                 | Уезд (县)                                 | Уезд (县)                                 |  |  | Округ областного подчинения (散州) | Округ областного подчинения (散州) | Округ областного подчинения (散州) | Округ областного подчинения (散州) | Округ областного подчинения (散州) | Округ областного подчинения (散州) |  |  | Уезд (县) | Уезд (县)        | Уезд (县)        | Уезд (县)        | Уезд (县)        | Уезд (县)        |  |  | Субпрефектуры (散廳/散厅, sàntīng) | Субпрефектуры (散廳/散厅, sàntīng) | Субпрефектуры (散廳/散厅, sàntīng) | Субпрефектуры (散廳/散厅, sàntīng) | Субпрефектуры (散廳/散厅, sàntīng) | Субпрефектуры (散廳/散厅, sàntīng) |  |  |                                           |                                           |                                           |                                           |                                           |                                           |  |  |  |  |  |  |  |  |  |  |  |  |  |  |  |  |  |  |  |  |  |  |

### Военная сфера

#### В начале правления Цин
Первые войска, находившиеся в распоряжении империи Цин представляли собой Восьмизнамённую армию, созданную Нурхаци для того, чтобы реорганизовать чжурчжэньское общество и объединить различные кланы в одну нацию. Восемь знамён отличались по цвету. Жёлтое, светло-жёлтое и белое были известны как «высшие» находились под прямым командованием императора. Только маньчжуры из этих отрядов и избранные ханьцы, прошедшие самые суровые военные испытания, могли служить в качестве его телохранителей. Остальные знамёна назывались «нижними». Они управлялись маньчжурскими принцами из семьи Нурхаци и неформально назывались также «железными касками принцев». Принцы и высшие военные чины вместе формировали главный орган управления маньчжурской нации. Сын Нурхаци Айсиньгиоро Абахай дополнил армию монгольскими и ханьскими знамёнами. После овладения Пекином в 1644, относительно небольшая Восьмизнамённая армия была также усилена созданием Армии зелёного штандарта, в три раза большей по размеру и состоявшей из солдат империи Мин, захваченных в плен. Она была организована по минскому образцу и возглавлялась своими и маньчжурскими офицерами.
Восьмизнамённая Армия была сначала сформирована по этническому признаку, включая только маньчжуров и монголов, не считая слуг, которые служили, будучи записаны на дом своего хозяина. Однако в годы, предшествующие европейским военным усилиям по «открытию» Китая количество ханьцев в войсках возросло, что позволило Айсингиоро Абахану создать Восемь Ханьских Знамён(漢軍八旗). Особенно быстро число ханьцев в армии росло накануне и сразу после того, как империя Цин захватила Пекин. Ханьские знаменосцы сохраняли свой высокий статус в начале правления Цин, особенно во время завоеваний императоров Шуньчжи и Канси, когда они доминировали в губернаторствах и генерал-губернаторствах Китая. Ханьцы также были более многочисленными в армии, нежели маньчжуры до середины XVIII века. Европейские путешественники называли их «татаризированными» или «тартаризированными» китайцами. Император Цяньлун же, наоборот, старался очистить армию от ханьцев, прося их выходить в отставку или принуждая делать это. Обеспокоенный размыванием маньчжурской идентичности, он предпринял усилия для укрепления соответствующей культуры и языка. Эти события привели к тому, что маньчжуры снова стали большинством в вооружённых силах, а ранее ханьские гарнизоны в Южном Китае, такие как Фучжоу, Шэньян, Гуанчжоу, были заменены на маньчжурские. Эта кампания началась в 1754 году. Изменения, проводимые Цяньлуном, наиболее тяжело ударили по ханьцам из отдалённых гарнизонов и в меньшей степени по столичным. Статус ханьских знаменосцев понизился, а маньчжурских — наоборот вырос. Пропорция ханьских знаменосцев составляла в Шунжи 75 % в 1648, 72 % в 1723, но снизилась до 43 % в 1796. Цяньлун направил основные усилия на увольнение из армии потомков ханьских перебежчиков, присоединившихся к маньчжурам после 1644 года, когда те прошли через Шанхайский проход, считая их предателями. Однако он более лояльно отнёсся к тем, кто перебежал до 1644 года, также они стали известны как «последовавшие за драконом через проход» (從龍入關).
После века без войн Восьмизнамённая армия потеряла большую часть своей боеспособности. Незадолго до европейских вторжений она представляла собой «гражданскую армию», состоявшую из фермеров, живших частной жизнью, но обязанных служить в случае войны. Решение превратить эту армию в профессиональную, чьи нужды удовлетворяются государством, привело к обогащению командиров, коррупции и снижению боеспособности. Та же самая участь постигла и Армию Зелёного Штандарта.

#### Восстание и модернизация
В начале восстания тайпинов армия Цин потерпела несколько сокрушительных поражений. Кульминацией этих неудач стало падение Нанкина в 1853. Вскоре после этого тайпинские экспедиционные силы продвинулись так далеко на север, что появились в предместьях Тяньцзиня, расположенного в самом сердце империи. Двор в панике приказал администратору по имени Цзэн Гофань организовать из региональных и деревенских ополчений экстренную армию (tuanlian). Цзэн избрал стратегию создания новых военных структур из местных жителей тех провинций, которым непосредственно угрожало вторжение тайпинов. Эта новая сила стала известна как Армия Хунань, она была названа в честь провинции Хунань, где и была сформирована. Армия эта являлась гибридом местной милиции и регулярного войска. Она получала профессиональное обучение, но финансировалась за счёт местной казны и средств, которые региональные дворяне могли собрать на военные нужды. Эта армия и её предшественница, Армия Хуай, созданная коллегой и учеником Цзэн Гофаня Ли Хунчжаном, вместе получили имя «Yong Ying» («Храбрый Лагерь»).
Цзэн Гофань не имел военного опыта. Он получил классическое образование китайского чиновника и позаимствовал идею создания Армии Хунань у минского генерала Ци Цзигуана, которому из-за слабости регулярных войск пришлось завести частную армию для отражения набегов японских пиратов в середине XVI века. Доктрина этого генерала базировалась на неоконфуцианской философии. Он предпочитал связывать лояльность своих солдат с их непосредственными командирами и родными провинциями. Цзэн Гофань создал свою армию только для подавления восстания тайпинов. Но применённая им система оказалась настолько удачной, что она использовалась и позднее, что, в свою очередь, через некоторое время создало опасность для империи.
Во-первых, система Храброго Лагеря (Yongying) покончила с маньчжурской гегемонией в армии. Хотя Знамёна и Зелёный Штандарт продолжали существовать, детище Цзэн Гофаня стало де-факто основной военной силой империи. Во-вторых, новое войско финансировалось за счёт провинциальных средств и управлялось командирами из регионов, что ослабляло контроль центрального правительства над всей территорией страны в целом. В третьих, устройство Храброго Лагеря поощряло непотизм среди его командиров. Это привело к тому, что в первой половине XX века в регионах возникли собственные военачальники, не лишённые сепаратистских устремлений.
 К концу XIX века даже самые консервативные круги при дворе уже не могли игнорировать военную слабость Китая. В 1860 году, во время Второй опиумной войны столица империи Пекин была захвачена, а Летний дворец разграблен относительно небольшим отрядом англо-французской коалиции, в который входили 25 000 солдат. Разгрому китайцев с их устаревшим вооружением и традиционной выучкой способствовало наличие у европейцев современного оружия благодаря промышленной революции, произошедшей в их странах. Попытка реформировать китайскую армию и экономику после поражения сначала принесла некоторые плоды, но затем провалилась из-за традиционалистской и безвольной позиции центрального правительства.
Поражение в Первой японо-китайской войне 1894—1895 годов стало водоразделом. Японская Империя, страна, которую цинские власти недооценивали, уничтожила модернизированный китайский Бэйянский флот, считавшийся до этого лучшим в Азии. Японская победа стала возможной всего через три десятилетия после Реставрации Мэйдзи, затеянной с целью догнать западные страны в экономике. В конце концов, в декабре 1894 года, цинское правительство предприняло конкретные шаги для реформы армии, перевооружения войск и тренировки избранных частей по западным стандартам. Эти части получили название Новая армия. Наиболее успешной из них стала Бэйянская армия под командованием генерала Юань Шикая, который использовал свой пост для того, чтобы обрести группу надёжных офицеров и политическое влияние, в результате чего в конце концов стал президентом Китайской Республики.

## Общество
Важнейшей социальной тенденцией в начале и середине правления империи Цин был рост населения Китая. В течение XVIII века его численность удвоилась. Происходили внутренние миграции больших масс людей. Существуют свидетельства того, что быстро увеличивающееся население империи было географически мобильным, что, учитывая его объём, было очень необычным явлением в китайской истории. В любом случае, правительство делало для поощрения миграции гораздо больше, чем для её сдерживания. Миграция принимала различные формы, которые могут быть разделены на две основные разновидности: переселение на постоянное жительство в новую местность или временный переезд. Происходили перемещения как рабочих, занимавшихся ручным трудом, так и купцов и торговцев, а также миграция населения на новые территории в Юго-Восточной Азии, где люди пытались найти новые возможности для труда и торговли.
Цинское общество было разделено на относительно замкнутые сословия, которых, в целом, было пять. Помимо сословия бюрократов и относительно немногочисленной аристократии, а также грамотных государственных чиновников (в том числе многочисленных мелких), существовало также и значительное разделение простых китайцев по статусу. Они делились на две категории: те, кого называли liangmin, то есть «хорошие люди» и те, кого именовали jianmin, что означало «средние», а то и «низкие». Закон прямо относил всех, кто занимался одним из четырёх традиционных занятий, то есть учёных, фермеров, ремесленников и купцов к «хорошим», а рабов, слуг, артистов (к которым относились и актёры, и проститутки) и государственных служащих низкого уровня «средними». Последние не могли держать экзамен, позволявший стать чиновником и сталкивались с неравным к себе отношением.

## Экономика
К концу XVII века китайская экономика оправилась от ущерба, нанесённого войнами, в пучине которых сгинула Империя Мин и сопутствовавшими им неурядицами. В течение следующего столетия происходило развитие рынков, однако с более значительным товарообменом между провинциями, увеличившейся ролью международной торговли и в условиях роста населения страны. После повторного открытия для иностранных судов юго-восточного побережья, которое было закрыто в конце 17 века, внешняя торговля быстро восстановилась и росла в среднем на 4 % в год до конца века. Китай продолжал экспортировать чай, шёлк и ткани создавая большой положительный торговый баланс с Западом. Приток в страну серебра положительно сказался на состоянии рынков и привёл к развитию конкуренции.
Правительство расширило сословие землевладельцев, вернув хозяевам земли, отобранные в конце эпохи Мин у тех, кто не мог заплатить земельный налог. Налоговое бремя было снижено, чтобы поощрить коммерческую инициативу населения, а система своеобразной государственной барщины заменена подушной податью. Управление Великим каналом было сделано более эффективным, а транспорт стал доступен частным торговцам. Система мониторинга цен на зерно подверглась реформированию, что позволило ценам на рис медленно расти в течение XVIII века. Опасаясь влияния крупных коммерсантов, правительства эпохи Мин обычно ограничивали их лицензиями и не позволяли открывать новые шахты нигде кроме депрессивных районов. Эти китайские ограничения на разработку ресурсов и внешнюю торговлю некоторые историки считают основной причиной европейского чуда, благодаря которому западный мир обогнал Китай экономически.
К концу XVIII столетия население увеличилось до 300 миллионов человек по сравнению с примерно 150 миллионами в конце правления империи Мин. Динамический рост популяции был вызван долгим периодом мира и стабильности в XVIII веке и ввозом в Китай из Америки новых злаков, включая арахис, сладкий картофель и кукурузу. Новые разновидности риса из Южной Азии были более продуктивными. Купеческие гильдии процветали во всём Китае, получая влияние, иногда вплоть до политического. Богатые торговцы сколачивали баснословные состояния, а затем поддерживали литературу, театр и другие искусства. Особенно быстро росли текстильная промышленность и ремёсла.

## Культура и искусство
Под властью Цин традиционные искусства процветали, пополняясь новыми подходами и различными инновациями. Их подпитывали высокий уровень грамотности, конфуцианская культура, наличие развитого книжного дела и крупных городских центров.
Большинство цинских императоров сами были искусны в поэзии и нередко в рисовании. Они опекали конфуцианство. Императоры Канси и Цяньлун, использовали уважение к китайским традициям для укрепления собственной легитимности. Первый из них спонсировал Пэйвэнь юньфу, при создании им словаря рифм, который был опубликован в 1711 году и работу, ставшую известной как Словарь Канси, увидевший свет в 1716, который и в наши дни является авторитетным источником. Второй же помог собрать крупнейшую коллекцию текстов в китайской истории, Сыку цюаньшу, оформившуюся к 1782. Придворные художники создавали новые версии шедевров времён империи Сун. Работа Чжана Цзэдуаня По реке в День поминовения усопших демонстрирует счастливую реальность, опосредованно восхваляя добродетели императора через описание достижений его правления. Правители Китая предпринимали поездки на юг и оплачивали создание монументальных свитков, призванных их увековечить. Императорское покровительство также позволило приступить к производству высокохудожественной керамики и китайского экспортного фарфора.
Наиболее впечатляющие произведения искусства рождались в академической и городской среде. Каллиграфия и живопись оставались основным объектом интереса придворных художников. Образованные дворяне считали четыре искусства частью своей культурной идентичности и социального статуса. Среди деятелей начала правления империи такие художники, как Четыре Ванга и индивидуалисты Чжу Да (1626—1705) и Шитао (1641—1707). XIX век дал Китаю Шанхайскую школу и Линьнанскую школу живописи, которые использовали традиционные техники для изображения современной им реальности.
Традиционные учения также процветали, особенно среди лоялистов Мин, таких, как Дай Чжэнь и Гу Яньу, но учёные школы Каожэнь развили иное направление — скептическую философию с упором на анализ текстов. Учёные-бюрократы, включая Линя Цзэсюя и Вэй Юаня разработали школу практического управления государством, которое должно было включать бюрократические реформы и реструктуризацию философии.
Литература в период правления империи Цин достигла новых высот. Поэзия всё ещё опиралась на культурных и образованных мужчин, но женщины писали всё больше и больше. Поэты представляли разные социальные группы и образ жизни. Поэзия империи Цин является сегодня областью активных исследований, изучается вместе с поэзией империи Мин и китайской оперой, тенденциями развития классической китайской поэзии. Для неё характерны переход к большей роли народного языка, а для поэзии женщин — увеличение её роли в китайской культуре. Империя Цин была периодом большой литературной кодификации и расцвета критики, а многие из современных популярных версий классических китайских стихов были переданы через антологии этого периода, такие как Цюань Танши и Триста Танских стихотворений. Пу Сунлин возвёл изучение литературного наследия на новый уровень в своём сборнике Ляо-чжай-чжи-и, опубликованном в середине XVIII века, а Шэнь Фу продемонстрировал очарование неофициальной биографии в Шести записках о быстротечной жизни. Эта работа была создана в начале XIX века, но опубликована только в 1877 году. Искусство романа достигло пика в творчестве автора по имени Цао Сюэцинь («Сон в красном тереме»), но его сочетание социального комментария и психологической проницательности были продолжены в целом ряде высококвалифицированных романов, таких как У Цзинцзы Неофициальная история конфуцианцев (1750) и Ли Жучжэнь Цветы в зеркале(1827).
В театральном искусстве событием первого порядка стала опера Кун Шанжэня Веер с цветами персика (1699), в романтических тонах рисующая падение империи Мин. Наиболее престижным направлением стала так называемая Пекинская опера, хотя местная и народная опера также были весьма популярны в стране.
Китайская кухня является предметом национальной гордости, ассоциируясь в том числе, со славным прошлым. Гурманы-гастрономы, как, например, Юань Мэй (который был также поэтом), создали эстетические стандарты приготовления и поглощения китайских яств и наслаждения чаем (см. Китайская чайная культура) к тому времени, как в страну начался ввоз продовольствия из обеих Америк. Его труд Суйюань шидань детализирует эстетику и практику кулинарии, а также включает множество рецептов периода правления императора Цяньлуна из империи Цин. Знаменитый (большой маньчжурский пир) происходит от придворных банкетов. Хотя эти застолья, скорее всего, никогда не были обычной практикой, они выдают признание китайцами-хань достоинств маньчжурского подхода к еде и питанию. Тем не менее, кулинарные традиционалисты, включая вышеназванного автора, критикуют маньчжурские изыски, называя их «…вульгарными привычками плохих поваров» и говоря, что они «Годятся только для установления новых связей или когда приезжает с визитом начальник.» (皆惡廚陋習。只可用之於新親上門，上司入境).
К концу XIX века все узнаваемые элементы национальной культуры и искусства Поднебесной успели проявиться и начали вплетаться в мировую культуру, ориентируясь на достижения Запада и Японии. Теперь вопрос о том, оставаться ли в рамках старых, традиционных форм творчества или переходить к новым, стал вопросом личного выбора творца. Получившие классическое образование конфуцианцы Лян Цичао и Ван Говэй сокрушили каноны несколько позднее, работая в рамках Движения за новую культуру.